# 4月14日
4月14日（しがつじゅうよっか）は、グレゴリオ暦で年始から104日目（閏年では105日目）にあたり、年末まではあと261日ある。

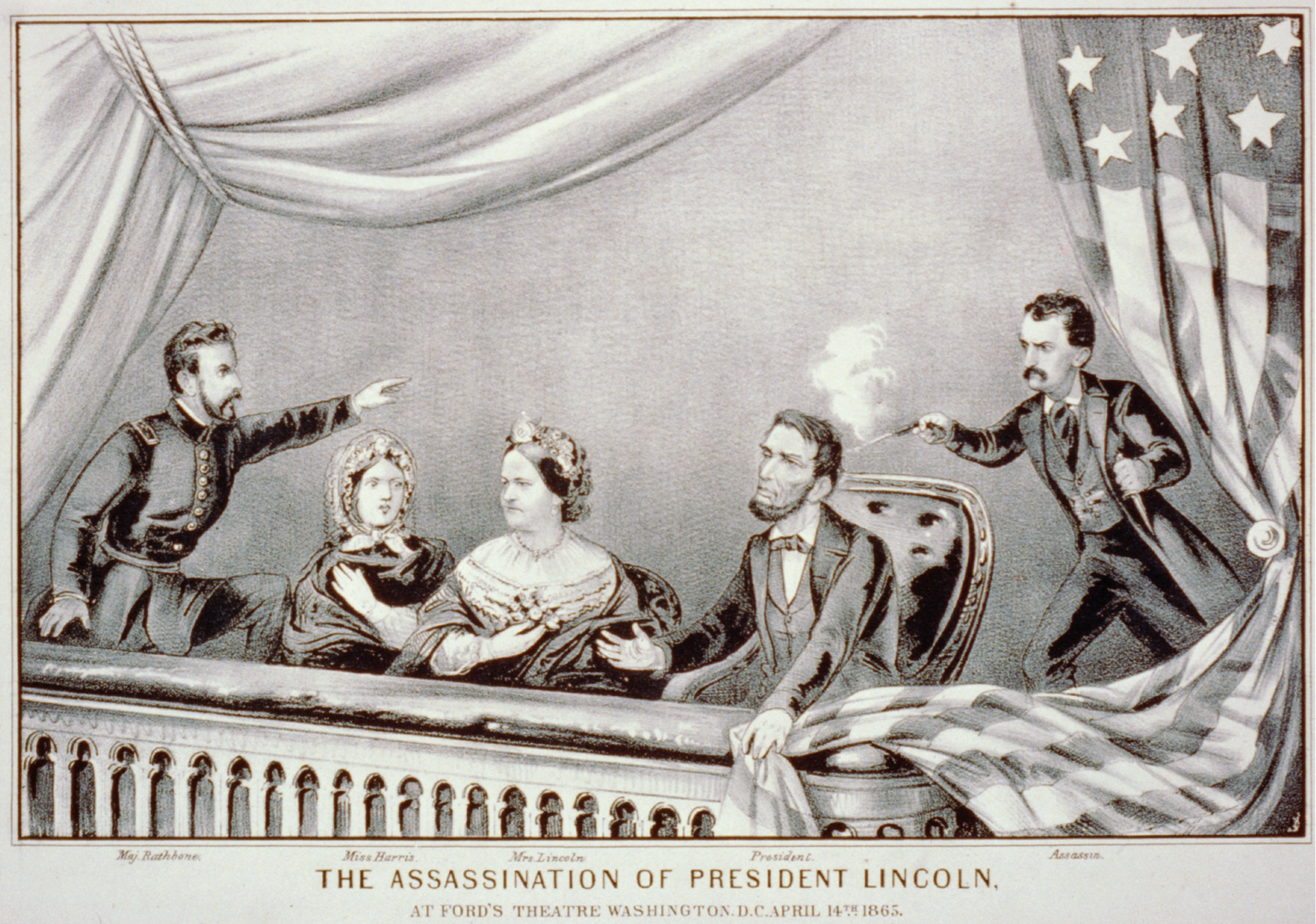
リンカーン大統領暗殺事件(1865)。リンカーンは翌15日に死亡。

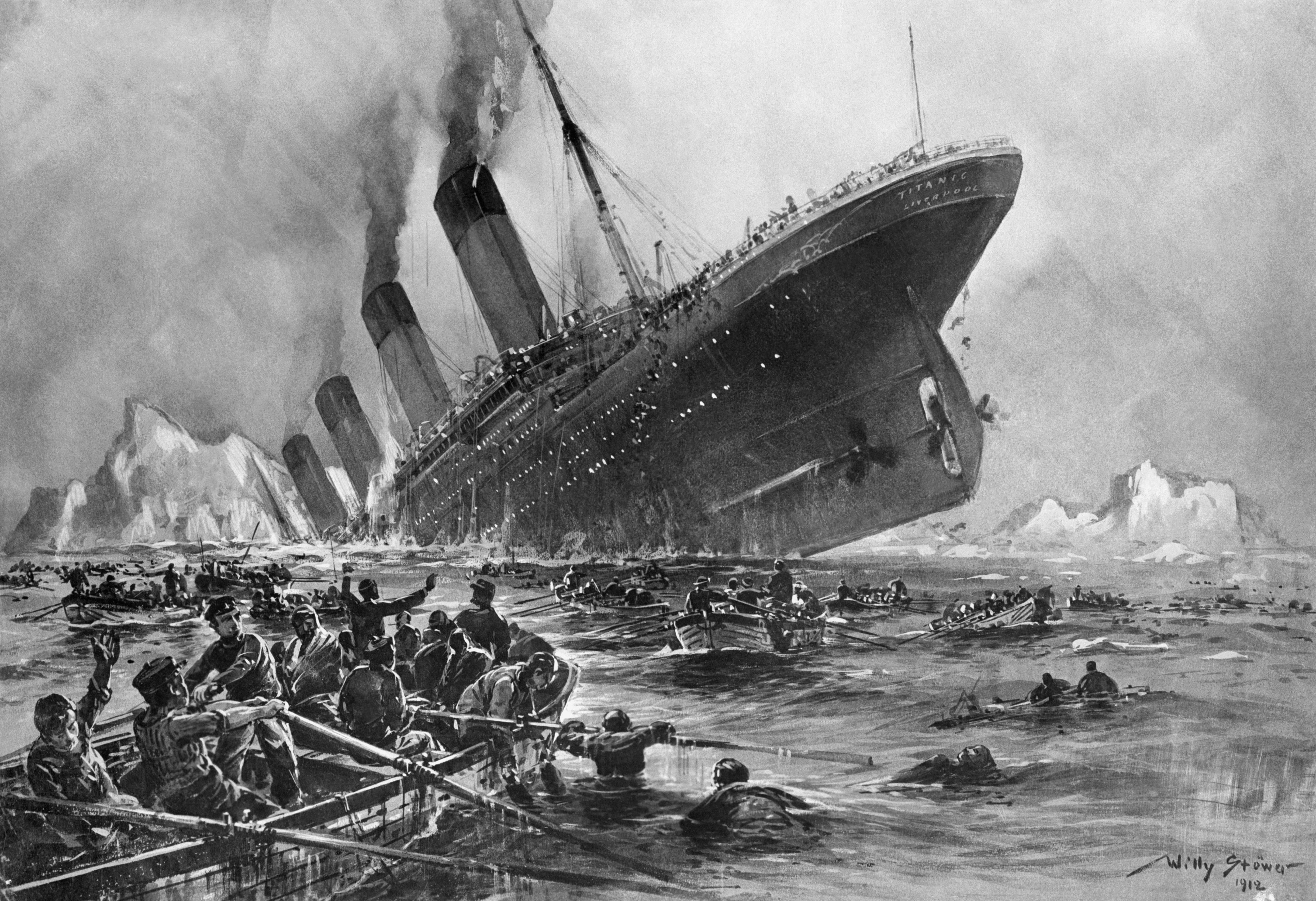
豪華客船タイタニック号沈没(1912)

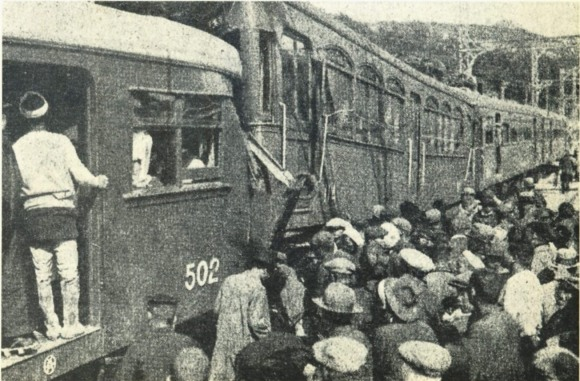
大阪鉄道（現・近鉄南大阪線）上ノ太子駅での三重衝突事故(1929)

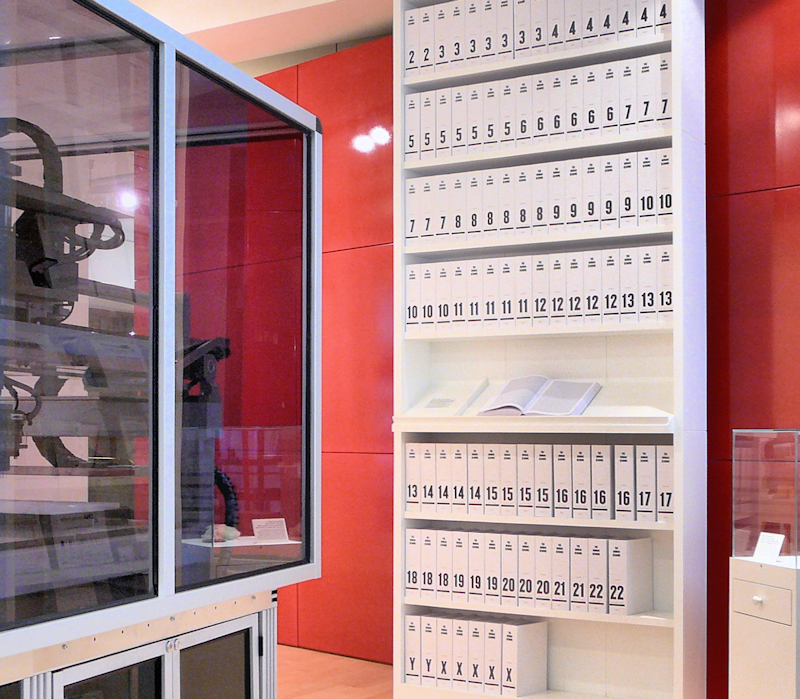
ヒトゲノム計画、全解読作業を終了(2003)。画像は書物となったヒト遺伝子。

## できごと
- 969年（安和2年3月25日） - 安和の変。源満仲の密告により源高明が皇太子・守平親王（後の円融天皇）廃立陰謀のかどで大宰権帥に左遷される。これにより藤原氏政権が確立する。
- 1205年 - 第4回十字軍: ハドリアノポリスの戦い。ラテン帝国軍がブルガリア帝国軍に大敗し、皇帝ボードゥアン1世が捕虜となる。
- 1293年（永仁元年3月7日） - 鎌倉幕府が、蒙古再来に備え九州の裁判と軍事指揮を行う鎮西探題を博多に設置。
- 1471年 - 薔薇戦争: バーネットの戦い
- 1603年（慶長8年3月3日） - 日本橋に初代の木造橋が架橋される。
- 1670年（寛文10年2月25日） - 箱根用水の全長1,200メートルの隧道が貫通。
- 1828年 - ノア・ウェブスターが『アメリカ英語辞典（英語版）』初版を出版。
- 1849年 - コシュート・ラヨシュがハンガリーのオーストリアからの独立を宣言し、執政官に就任。
- 1865年 - アメリカ合衆国大統領エイブラハム・リンカーンがワシントンのフォード劇場で狙撃される。翌日死亡。（リンカーン大統領暗殺事件）
- 1879年 - 横浜 - 新橋の鉄道に日本人運転士が初めて乗務。翌年11月から全列車に乗務。
- 1890年 - 汎米連合（米州機構の前身の一つ）が発足。
- 1912年 - 豪華客船タイタニック号がニューファンドランド島沖で氷山に衝突。翌日未明に沈没。死者1,513人。
- 1921年 - 軌道法公布。
- 1922年 - アイルランド共和軍が、フォー・コーツ（アイルランド最高法廷）を襲撃。アイルランド内戦のきっかけに。
- 1922年 - 北海道函館市で大火。2140戸が焼失[1]。
- 1929年 - 第1回モナコグランプリ開催。
- 1929年 - 大阪鉄道（現・近鉄南大阪線）上ノ太子駅で 大鉄電車三重衝突事故発生。
- 1931年 - スペイン国王アルフォンソ13世が退位、王政が廃止され、スペイン第二共和政が成立。
- 1931年 - 日本で濱口雄幸首相が前年11月に狙撃されたことが元で病状が悪化し、濱口内閣が総辞職。若槻禮次郎が第28代内閣総理大臣に就任し、第2次若槻内閣が発足。
- 1939年 - ジョン・スタインベックの小説『怒りの葡萄』が発刊。
- 1945年 - 翌日にかけて連合国軍によるポツダム空襲。
- 1947年 - 私的独占の禁止及び公正取引の確保に関する法律（独占禁止法）公布。
- 1949年 - プロ野球の試合中に監督が相手選手を殴打。（三原ポカリ事件）
- 1950年 - 横須賀市で京急バスのトレーラーバスが走行中に炎上。車両の構造から運転手が火災に気付くのが遅れ、17人焼死。
- 1955年 - 日本初のテレビクイズ番組とされる『私の秘密』がNHKで放送開始。
- 1963年 - 「海苔漁民の救世主」キャスリーン・メアリー・ドリュー＝ベーカーの功績を永遠に称えるため、有明海を一望できる住吉公園に、海苔漁民の手により記念碑が建立。以後、毎年4月14日、県内外の海苔養殖関係者が集まり「ドゥルー祭」が開催。
- 1969年 - 文京区本郷兄弟決闘殺人事件。
- 1970年 - 03:07:53(UTC)、地球から321,860km上空にて、アメリカ航空宇宙局（NASA）のアポロ13号で酸素タンク爆発事故が発生。月着陸中止も奇跡的に帰還。
- 1979年 - 埼玉県所沢市に西武ライオンズの本拠地西武ライオンズ球場が開場。こけら落としは同日の対日本ハム戦。
- 1981年 - 東京大学宇宙研究所を文部省宇宙科学研究所に改組。
- 1986年 - バングラデシュ・ゴパルゴンジ（英語版）で史上最大の1キログラムの雹が落下。92人が死亡。
- 1988年 - ナポリ事件。ナポリの米軍クラブで車爆弾が爆発、22人死亡。
- 1999年 - 光市母子殺害事件。
- 2003年 - 国際ヒトゲノム計画によってヒトゲノム解読の全作業を完了。
- 2005年 - オレゴン州の最高裁判所が、マルトノマ郡が発行した男性同士の結婚許可証を無効と決定。
- 2006年 - ライブドア事件: 東京証券取引所がライブドアを上場廃止。
- 2008年 - アメリカ合衆国大手航空会社デルタ航空が、ノースウェスト航空の買収による合併合意を発表。
- 2009年 - 平戸市舘浦漁協所属の巻き網漁船第11大栄丸が転覆沈没。行方不明者12名。
- 2009年 - ジョージ・ハリスンがハリウッド・ウォーク・オブ・フェームに名を刻まれる。
- 2010年 - アイスランドのエイヤフィヤトラヨークトル火山が噴火。
- 2010年 - 中国のチベット州自治区でMw6.9の青海地震が発生。少なくとも2,698名が死亡し、10万名以上が家屋を失った。
- 2012年 - 新東名高速道路の御殿場JCT - 浜松いなさJCT間（約162km）が開通。日本の高速道路の新規開通距離としては過去最長。
- 2015年 - 20時5分頃（日本標準時）広島空港にて韓国・仁川発のアシアナ航空のエアバス機が着陸に失敗（アシアナ航空162便着陸失敗事故）
- 2016年 - 日本時間21時26分に熊本地震の前震が発生、 熊本・益城町で震度7。死者50人。
- 2022年 - ロシアのウクライナ侵攻：ロシア海軍黒海艦隊旗艦であるスラヴァ級ミサイル巡洋艦1番艦「モスクワ（旧称スラヴァ）」が沈没。

## 誕生日

### 人物

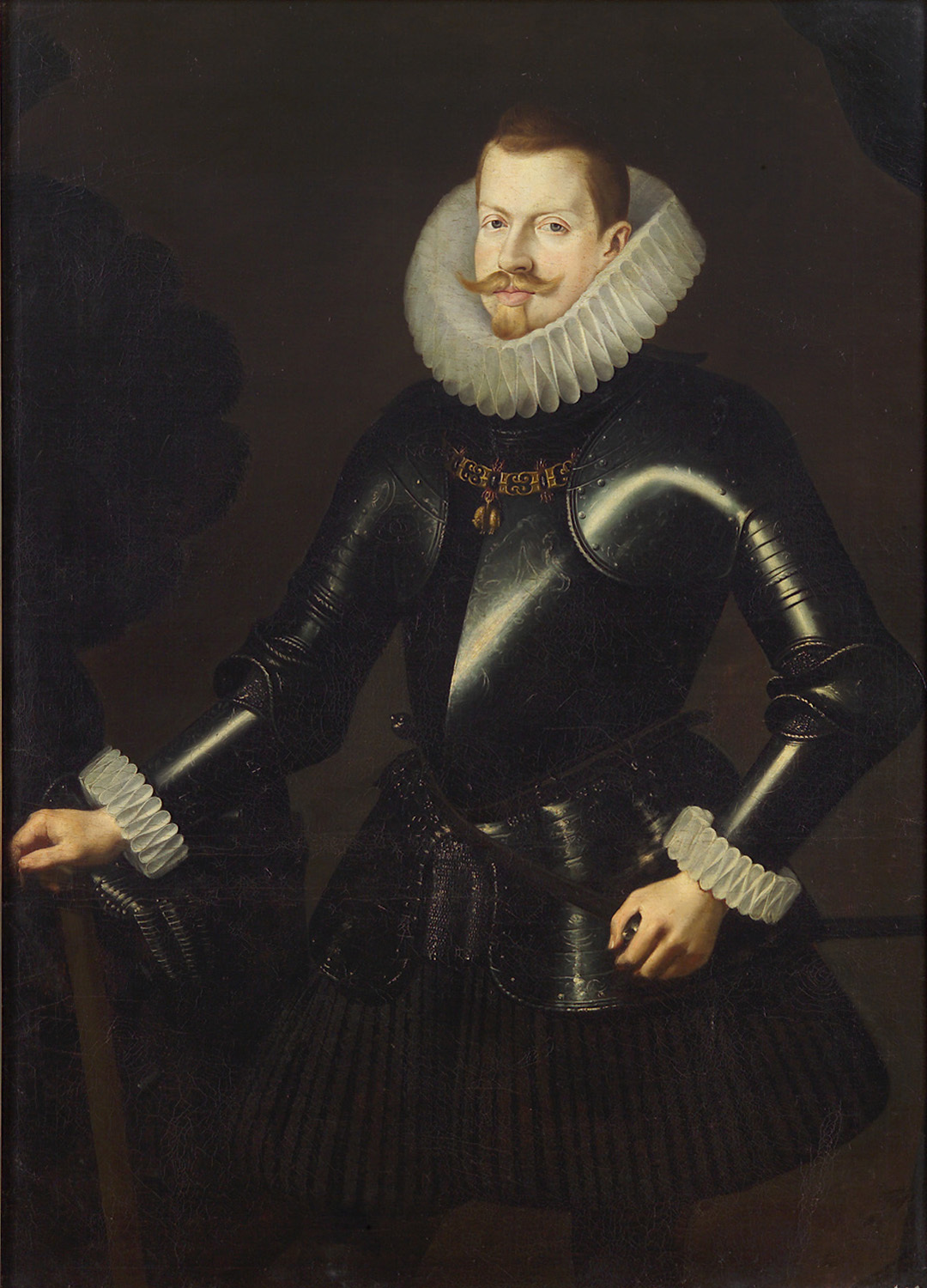
スペイン黄金時代のスペイン王フェリペ3世(1598-1621)誕生。

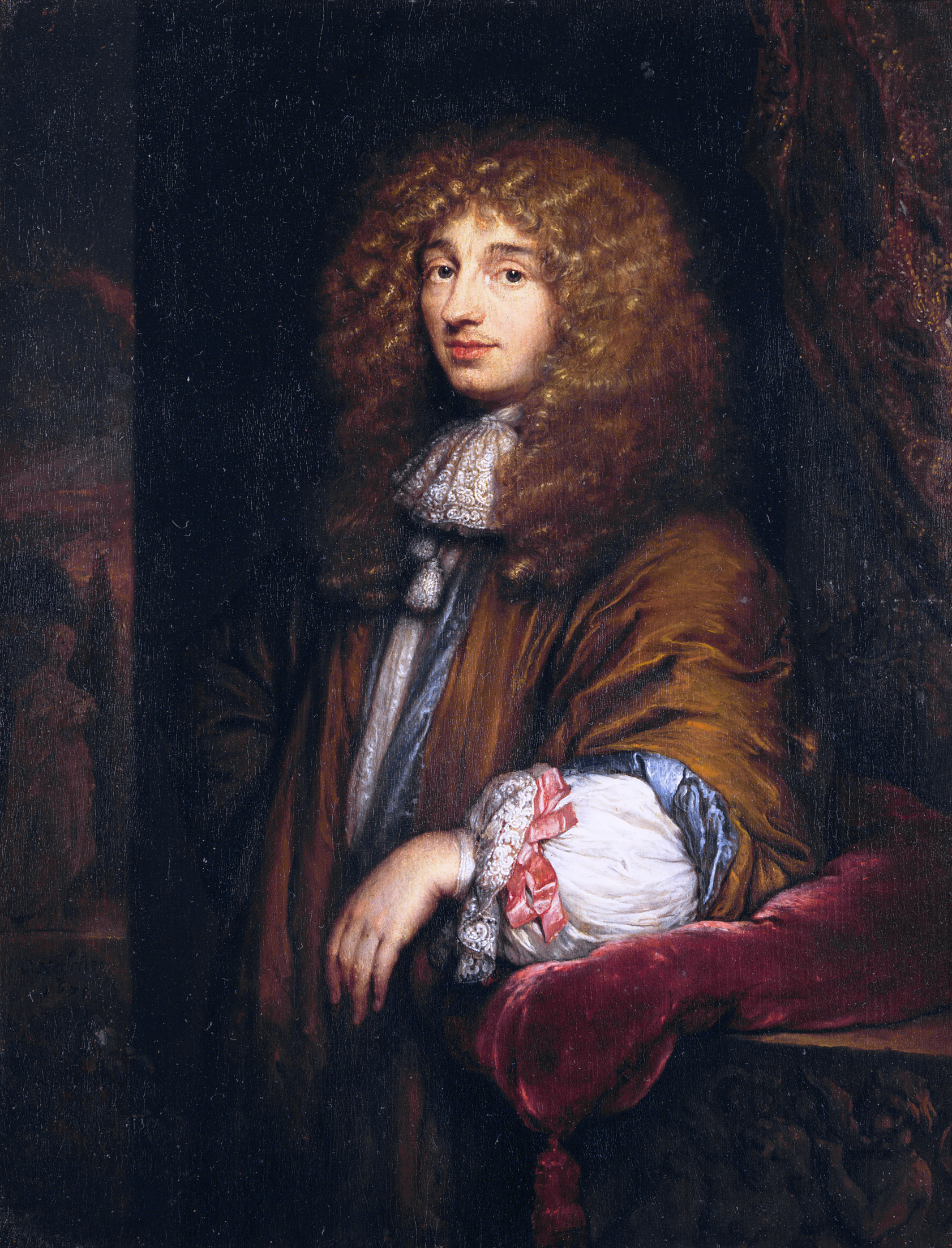
数学者・天文学者・物理学者、クリスティアーン・ホイヘンス(1629-1695)誕生。

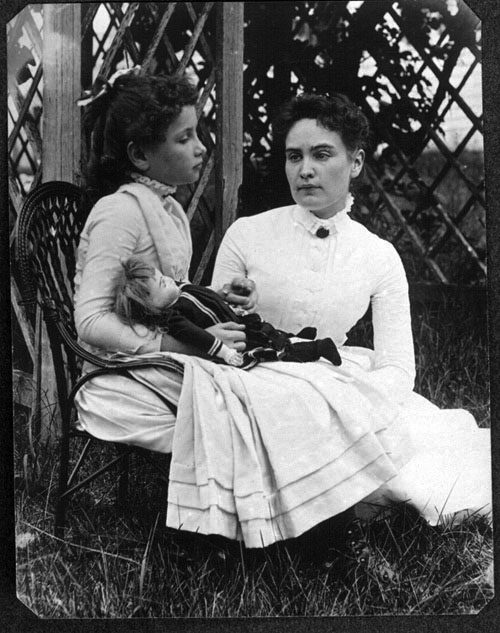
ヘレン・ケラーに三重苦を克服させた「奇跡の人」、アン・サリヴァン(写真右; 1866-1936)誕生。

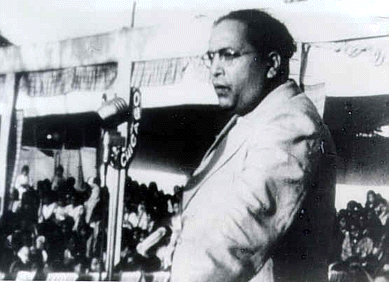
インドの政治家ビームラーオ・アンベードカル(1891-1956)誕生。反カースト運動の指導者。

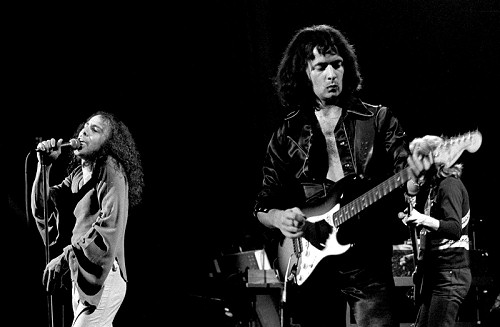
ハード・ロックの立役者の一人、ギタリストのリッチー・ブラックモア(1945-)誕生。

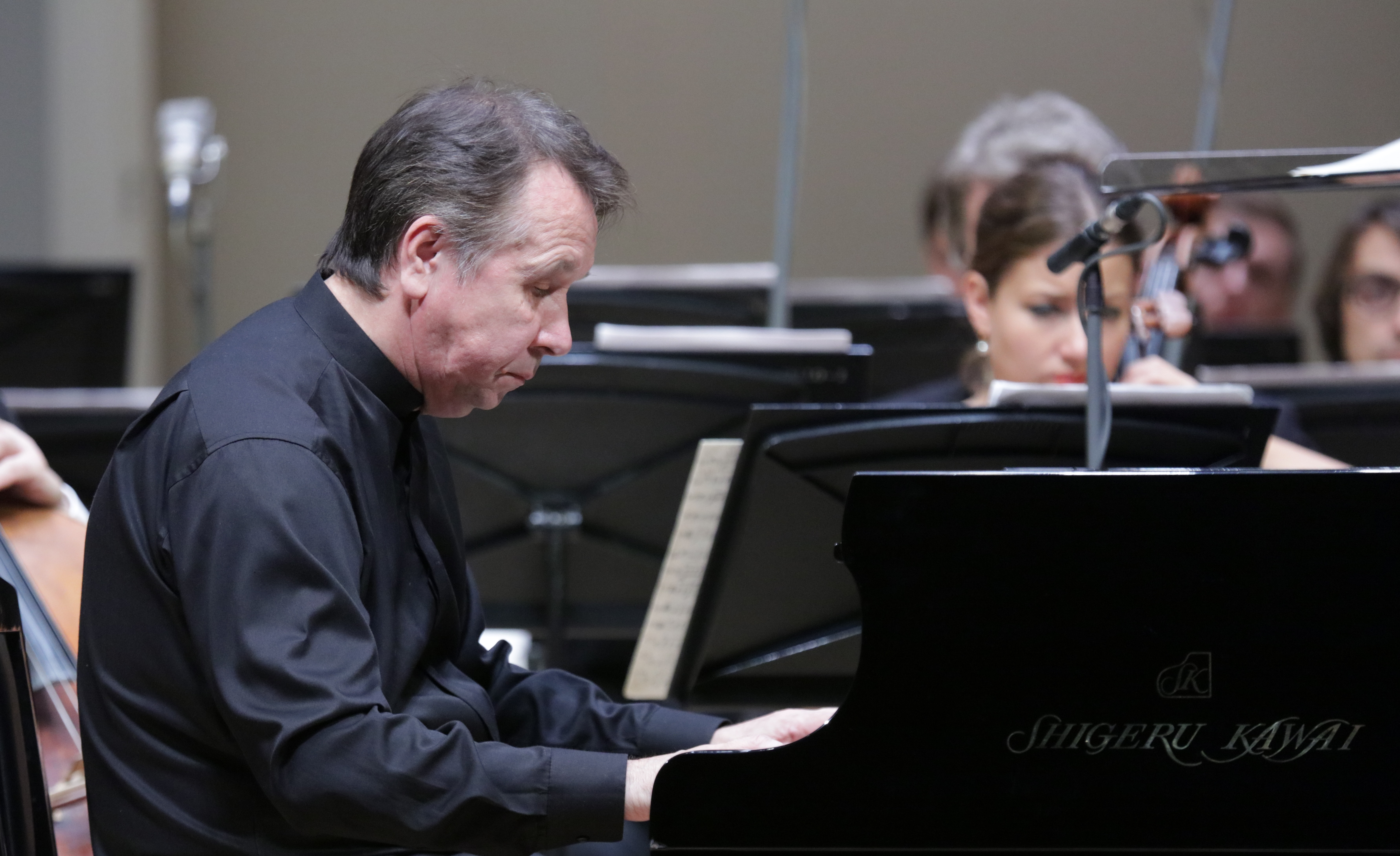
ピアニスト・指揮者、ミハイル・プレトニョフ(1957-)誕生。

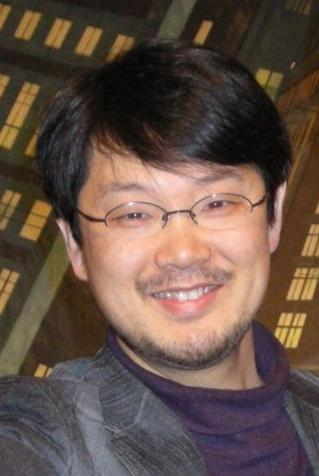
プログラミング言語Rubyを開発したプログラマ、まつもとゆきひろ(1965-)誕生。

- 1315年 - ムハンマド4世、ナスル朝スルターン（+ 1333年）
- 1527年 - アブラハム・オルテリウス、地図製作者、地理学者（+ 1598年）
- 1578年 - フェリペ3世、スペイン国王（+ 1621年）
- 1629年 - クリスティアーン・ホイヘンス、物理学者、天文学者（+ 1695年）
- 1733年 - ヒュー・マッシー[2]、第2代マッシー男爵（+ 1790年）
- 1738年 - ウィリアム・キャヴェンディッシュ＝ベンティンク [3]、政治家、イギリス首相（+ 1809年）
- 1741年（寛保元年2月29日） - 桃園天皇、第116代天皇（+ 1762年）
- 1824年（文政7年3月15日） - 徳川慶勝、第14・17代尾張藩主（+ 1883年）
- 1833年（天保4年2月25日） - 大鳥圭介、軍学者、技術者、外交官（+ 1911年）
- 1838年（天保9年3月20日） - 楠本正隆、政治家（+ 1902年）
- 1852年（嘉永5年閏2月25日） - 児玉源太郎、軍人（+ 1906年）
- 1862年 - ピョートル・ストルイピン、政治家（+ 1911年）
- 1861年 - ジョン・カーティー、電子工学者（+ 1932年）
- 1865年（元治2年2月17日） - 呉秀三、医学者、精神科医（+ 1932年）
- 1866年 - アン・サリヴァン、ヘレン・ケラーの家庭教師（+ 1936年）
- 1867年 - ファニー・トーマス、世界最高齢の人物 (+ 1981年)
- 1868年 - ペーター・ベーレンス、建築家、デザイナー（+ 1940年）
- 1882年 - モーリッツ・シュリック、哲学者（+ 1936年）
- 1884年 - 十河信二、第4代国鉄総裁（+ 1981年）
- 1889年 - アーノルド・J・トインビー、歴史学者（+ 1975年）
- 1890年 - 岡田資、軍人（+ 1949年）
- 1891年 - ビームラーオ・アンベードカル、思想家、政治家（+ 1956年）
- 1891年 - 高倉輝（タカクラ・テル）、劇作家、小説家、政治家（+ 1986年）
- 1892年 - ゴードン・チャイルド、考古学者（+ 1957年）
- 1895年 - 相良守峯、ドイツ文学者（+ 1989年）
- 1897年 - 富田木歩、俳人（+ 1923年）
- 1897年 - エドガルド・ドナート、タンゴ音楽家（+ 1963年）
- 1899年 - 黒田寿男、農民運動家、政治家（+ 1986年）
- 1900年 - 中村芝鶴 (2代目)、歌舞伎役者（+ 1981年）
- 1902年 - 田坂具隆、映画監督（+ 1974年）
- 1902年 - 高橋貞次、刀匠（+ 1968年）
- 1904年 - ジョン・ギールグッド、俳優（+ 2000年）
- 1907年 - フランソワ・デュヴァリエ、政治家、ハイチ大統領（+ 1971年）
- 1909年 - 依田義賢、脚本家（+ 1991年）
- 1910年 - 大和球士、野球評論家（+ 1992年）
- 1912年 - 古島敏雄、歴史学者（+ 1995年）
- 1912年 - ロベール・ドアノー、写真家（+ 1994年）
- 1913年 - 中村喜春、芸者、随筆家（+ 2004年）
- 1913年 - ジャン・フルネ、指揮者（+ 2008年）
- 1914年 - 林屋辰三郎、歴史学者（+ 1998年）
- 1917年 - マービン・ミラー、MLB選手会会長（+ 2012年[4]）
- 1918年 - 神田隆、俳優（+ 1986年）
- 1918年 - 周汝昌、文学研究者、詩人（+ 2012年）
- 1921年 - 長井勝一、漫画編集者、『ガロ』発刊者（+ 1996年）
- 1921年 - トーマス・シェリング、経済学者、政治学者（+ 2016年）
- 1923年 - ジョン・ホルト、教育者（+ 1985年）
- 1923年 - 出羽湊秀一、元大相撲力士、年寄11代藤島（+ 1979年）
- 1925年 - ロッド・スタイガー、俳優（+ 2002年）
- 1925年 - ジーン・アモンズ、ジャズサクソフォーン奏者（+ 1974年）
- 1926年 - 宮井勝成、アマチュア野球指導者（+ 2020年）
- 1927年 - アラン・マクダイアミッド、化学者（+ 2007年）
- 1930年 - 辻村真人、声優（+ 2018年[5]）
- 1933年 - 松岡文雄、声優（+ 2022年）
- 1933年 - 清水宏員、元プロ野球選手
- 1934年 - ロレッタ・リン、カントリー歌手（+ 2022年）
- 1934年 - フレドリック・ジェイムソン、思想家、文学研究者（+ 2024年）
- 1934年 - マーティ・キーオ、元プロ野球選手
- 1941年 - ピート・ローズ、元プロ野球選手（+ 2024年）
- 1941年 - ジュリー・クリスティ、女優
- 1941年 - 横尾和子、元最高裁判所裁判官
- 1942年 - ワレリー・ブルメル、陸上競技選手（+ 2003年）
- 1944年 - 西崎崇子、ヴァイオリニスト
- 1944年 - 宮川泰夫、アナウンサー
- 1944年 - 松本正之、実業家、元東海旅客鉄道（JR東海）社長、第20代NHK会長
- 1945年 - リッチー・ブラックモア、ギタリスト（ディープ・パープル、レインボー）
- 1947年 - 弥永和子、声優（+ 2014年）
- 1947年 - 倉田晃、元プロ野球選手
- 1948年 - 木村裕一、絵本作家
- 1949年 - 吉岡悟、元プロ野球選手
- 1949年 - 中津川博郷、政治家
- 1950年 - 松崎哲久、政治家、作家
- 1950年 - 乱一世、タレント
- 1950年 - エステルハージ・ペーテル、小説家（+ 2016年）
- 1951年 - ジュリアン・ロイド・ウェバー、チェリスト
- 1951年 - ウィリー・ウィリアムス、空手家
- 1952年 - 三迫将弘、元プロボクサー、ボクシングトレーナー（+ 2024年）
- 1953年 - エリック・ツァン、俳優、映画監督
- 1953年 - 根建忍、元プロ野球選手
- 1954年 - 大友克洋、漫画家
- 1954年 - ブルース・スターリング、SF作家
- 1956年 - 曽川留三子、女優
- 1956年 - バーバラ・ボニー、ソプラノ歌手
- 1957年 - 葉千栄、ジャーナリスト
- 1957年 - 柴田弘之、銀行家、第4代信金中央金庫理事長
- 1957年 - ミハイル・プレトニョフ、ピアニスト、指揮者
- 1958年 - 桜田淳子、元歌手
- 1958年 - ピーター・カパルディ、俳優、映画監督
- 1959年 - 市川笑也 (2代目)、歌舞伎役者
- 1960年 - 三代澤康司、フリーアナウンサー
- 1960年 - 大橋克行、元プロボクサー
- 1961年 - 小林秀夫、銀行家、元中京銀行頭取
- 1961年 - ロバート・カーライル、俳優
- 1962年 - サクラマコト、ミュージシャン
- 1962年 - 島田信行、格闘技トレーナー
- 1963年 - 今井美樹、歌手
- 1963年 - 松本豊、元プロ野球選手
- 1963年 - 樫木裕実、ボディメイクトレーナー
- 1964年 - 山崎たくみ、声優
- 1964年 - 田沢智、声優
- 1964年 - 大塚雅彦、アニメ監督
- 1965年 - まつもとゆきひろ、プログラミング言語Ruby設計者
- 1966年 - グレッグ・マダックス、元プロ野球選手
- 1966年 - ボイ・ロドリゲス、元プロ野球選手
- 1966年 - デビッド・ジャスティス、元プロ野球選手
- 1967年 - 一條裕子、漫画家
- 1967年 - 渡辺道明、漫画家
- 1967年 - 土佐信道、アーティスト（明和電機）
- 1967年 - 原口哲也、元プロ野球選手
- 1968年 - 小沢健二、ミュージシャン
- 1968年 - 長谷部裕、元プロ野球選手
- 1968年 - アンソニー・マイケル・ホール、俳優
- 1968年 - 満園英二、ミュージシャン（THE SLUT BANKS）
- 1969年 - 亜希、モデル
- 1969年 - ビセンテ・ガリバルド、元プロ野球選手
- 1969年 - 八木政義、元プロ野球選手
- 1969年 - ブラッド・オースマス、元プロ野球選手
- 1970年 - 工藤静香、歌手
- 1970年 - Mummy-D、ラッパー（RHYMESTER、マボロシ）
- 1970年 - 神野純一、元プロ野球選手
- 1972年 - 奥野史子、アーティスティックスイミング選手
- 1972年 - 片岡身江、女優、声優
- 1973年 - 江藤良人、ドラマー
- 1973年 - エイドリアン・ブロディ、俳優
- 1973年 - ロベルト・アジャラ、元サッカー選手
- 1974年 - 植松寿絵、プロレスラー
- 1974年 - 江原淳史、元俳優
- 1975年 - アンデウソン・シウバ、総合格闘家
- 1976年 - 小泉享亮、ミュージシャン
- 1976年 - 森木俊介、お笑いタレント（ラフ・コントロール）
- 1976年 - クリスチャン・アルヴェスタム、ミュージシャン
- 1976年 - カイル・ファーンズワース、元プロ野球選手
- 1976年 - 細根誠、生花店長、ミュージシャン（元ブリーフ&トランクス）
- 1977年 - 上坂太一郎、元プロ野球選手
- 1977年 - 波当根弓彦、プロゴルファー
- 1977年 - 山里亮太、お笑いタレント（南海キャンディーズ）
- 1977年 - あだち、お笑いタレント（ワチュワナドゥ）
- 1977年 - サラ・ミシェル・ゲラー、女優
- 1977年 - クリスティアーノ・ザネッティ、サッカー選手
- 1978年 - 村治佳織、クラシックギター奏者
- 1979年 - シドニー・デヨング、元野球選手
- 1980年 - 相沢まき、タレント
- 1980年 - 伊藤歩、女優
- 1981年 - 岩舘学、元プロ野球選手
- 1981年 - 小泉進次郎、政治家
- 1982年 - 神戸蘭子、ファッションモデル
- 1982年 - 西村美樹、陸上競技選手
- 1982年 - 安田直樹、スピードスケート選手
- 1982年 - ジョシュ・ホワイトセル、元プロ野球選手
- 1983年 - KIMI、歌手、ダンサー、ラッパー、振り付け師（DA PUMP）
- 1983年 - タチアナ・チュバエワ、フィギュアスケート選手
- 1984年 - 日馬富士公平、元大相撲力士、第70代横綱
- 1984年 - 鈴之助、俳優
- 1984年 - 三浦孝太、元俳優
- 1984年 - クリス・ラルー、元プロ野球選手
- 1985年 - 小島昌也、プロ野球選手（+ 2011年）
- 1986年 - 杏、女優、ファッションモデル
- 1987年 - 高橋悠里、騎手
- 1988年 - 大島嵩弘、サッカー選手
- 1988年 - 高橋礼華、バスケットボール選手
- 1988年 - 野村尚平、お笑いタレント（元令和喜多みな実）
- 1988年 - 林龍之介、ミュージシャン（平川地一丁目）
- 1988年 - 前野貴徳、サッカー選手
- 1988年 - 吉田明世、フリーアナウンサー
- 1989年 - Candy、歌手
- 1989年 - 関口将平、元プロ野球選手
- 1989年 - 益山武明、声優、俳優
- 1989年 - ELISA、歌手
- 1990年 - 熊崎愛、元プロ野球選手
- 1990年 - 田村翔子、バレーボール選手
- 1990年 - ファルハド・ヴァシエフ、サッカー選手
- 1992年 - 坂田麻衣、女優
- 1992年 - 大森舞、声優
- 1993年 - ブランドン・フィネガン、プロ野球選手
- 1995年 - 日下怜奈、アナウンサー
- 1995年 - 鈴木彩夏、競輪選手
- 1995年 - ベイカー・メイフィールド、アメリカンフットボール選手
- 1996年 - アビゲイル・ブレスリン、女優
- 1996年 - 松本裕樹、プロ野球選手
- 1999年 - 朝井瞳子、女優
- 1999年 - 加藤美優、卓球選手
- 1999年 - 高橋雄己、グラップリング選手、総合格闘家
- 1999年 - チェイス・ヤング、アメリカンフットボール選手
- 2000年 - 鈴木美羽、ファッションモデル
- 2000年 - ソーズビー・キャメロン、タレント
- 2000年 - 平野美宇、卓球選手
- 2000年 - ムン・サンミン、俳優、モデル
- 2004年 - 川端結愛、ファッションモデル
- 2005年 - 松岡颯人、サッカー選手
- 生年不詳 - 長谷川明子、声優

### 人物以外（動物など）
- 1977年 - キョウエイプロミス、競走馬（+ 2003年）
- 1989年 - サクラバクシンオー、競走馬（+ 2011年）
- 1991年 - サムソンビッグ、競走馬（+ 没年不詳）
- 1993年 - シンコウウインディ、競走馬（+ 2023年）

## 忌日

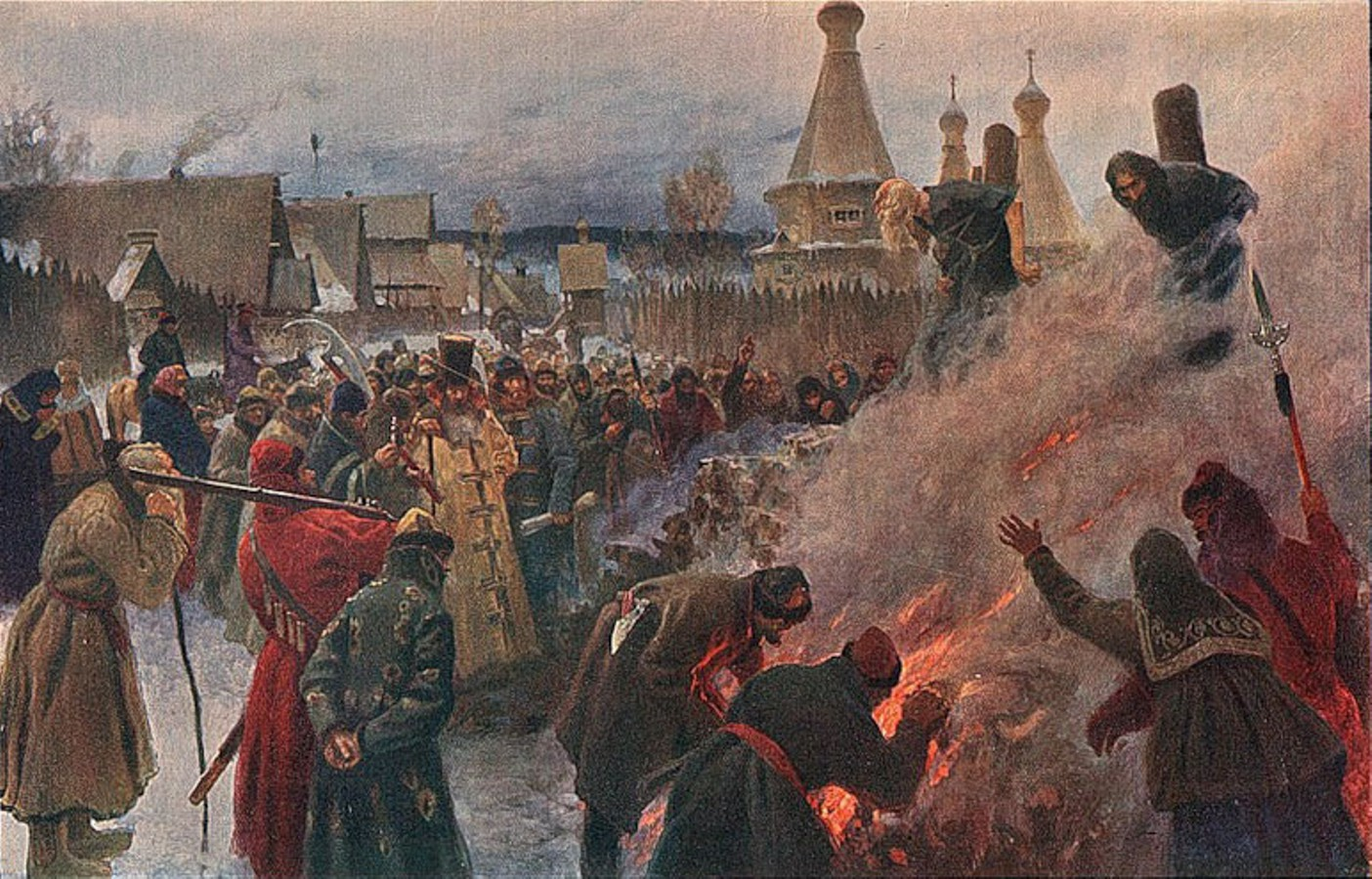
古儀式派の指導者アヴァクーム(1620または1621-1682)、火刑に処せられる。

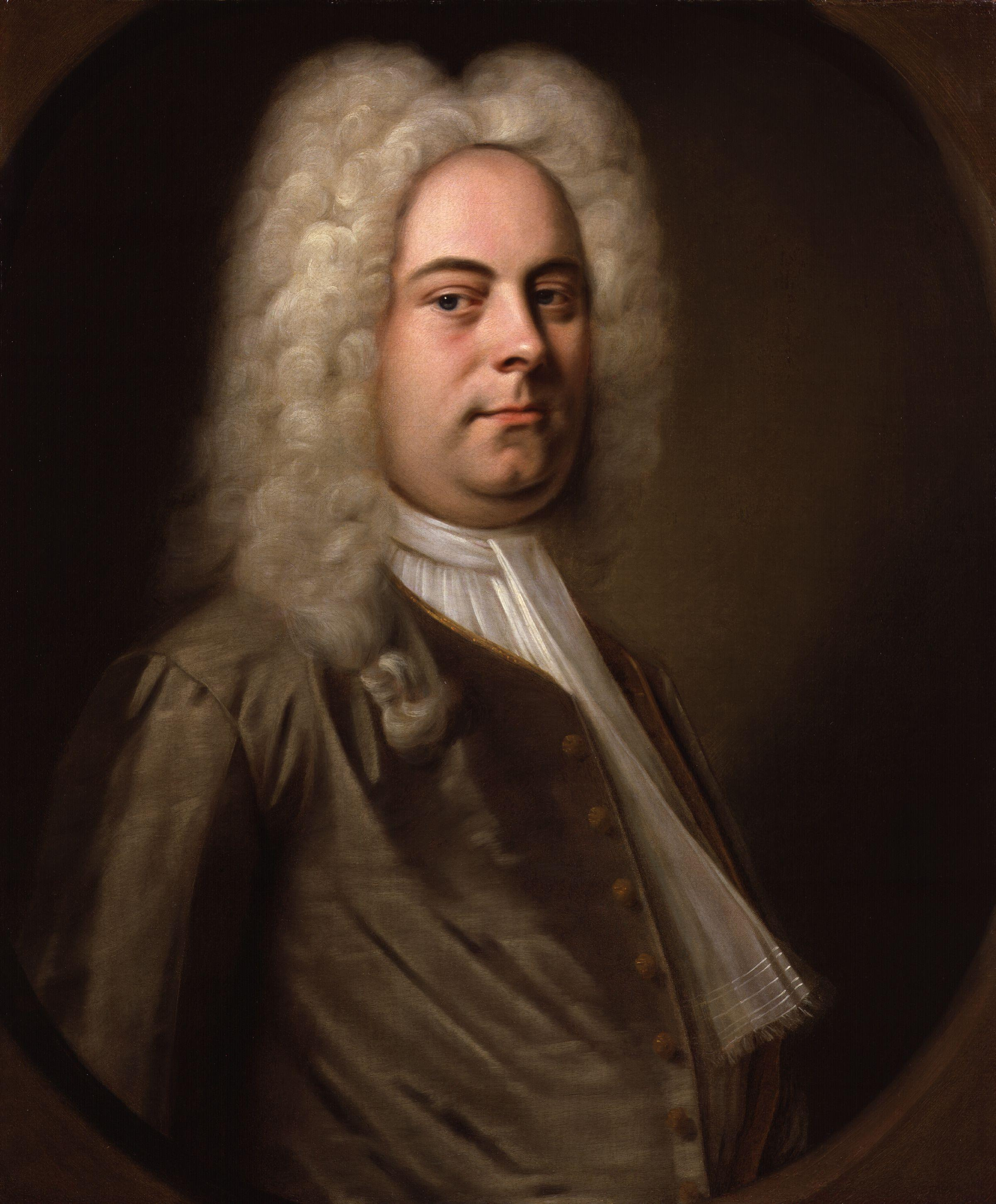
バロックの作曲家ゲオルク・フリードリヒ・ヘンデル(1685-1759)没。

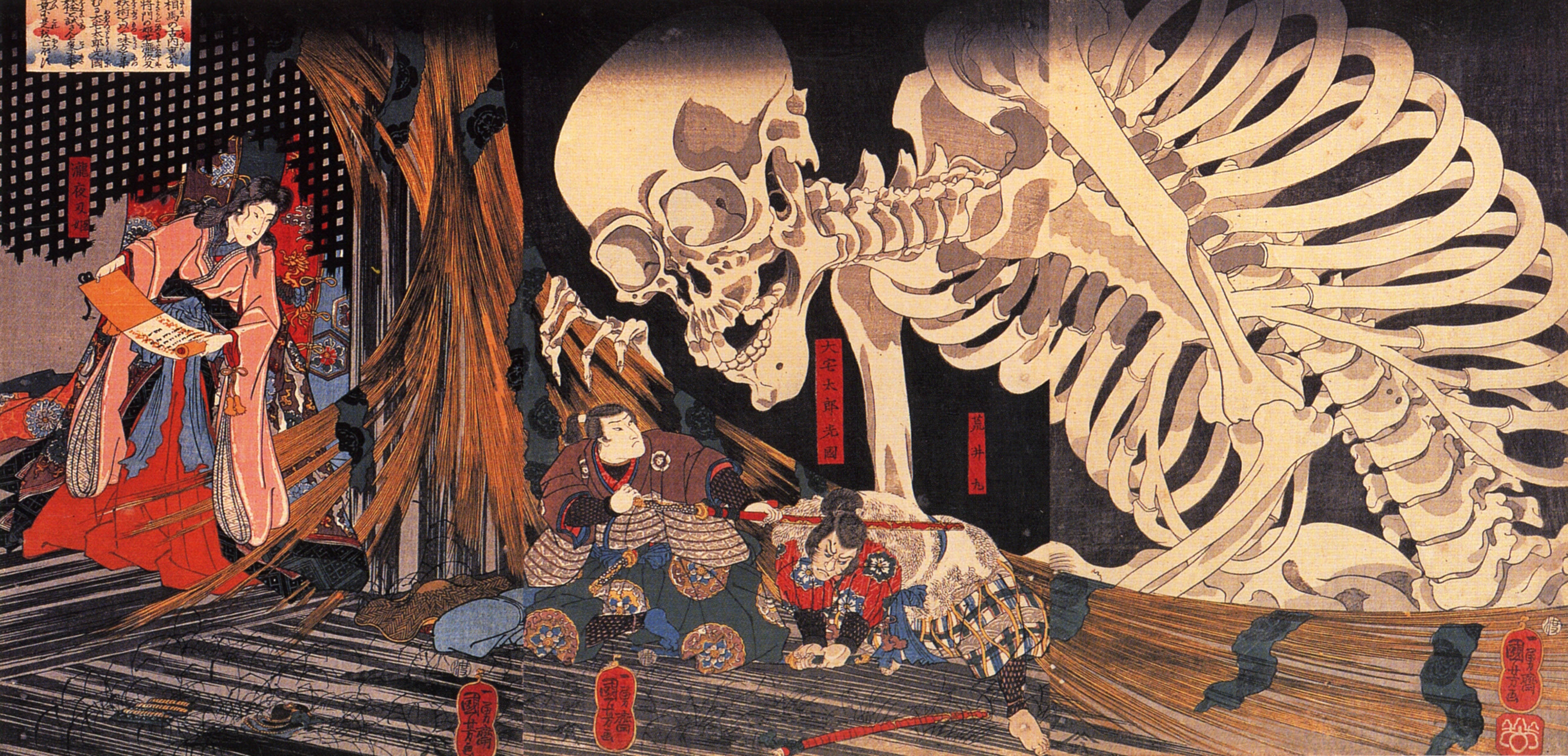
浮世絵師、歌川国芳(1798-1861)没。画像は『相馬の古内裏』

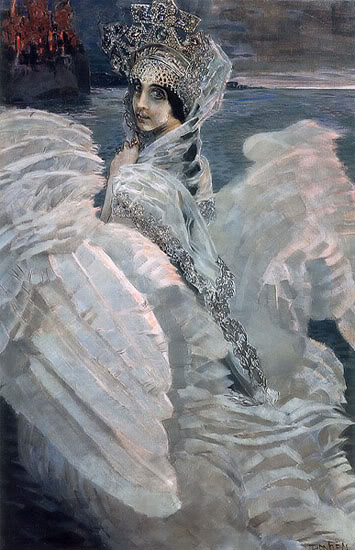
アール・ヌーヴォー〜象徴主義の画家、ミハイル・ヴルーベリ(1856-1910)没。画像は『白鳥の女王』(1900)

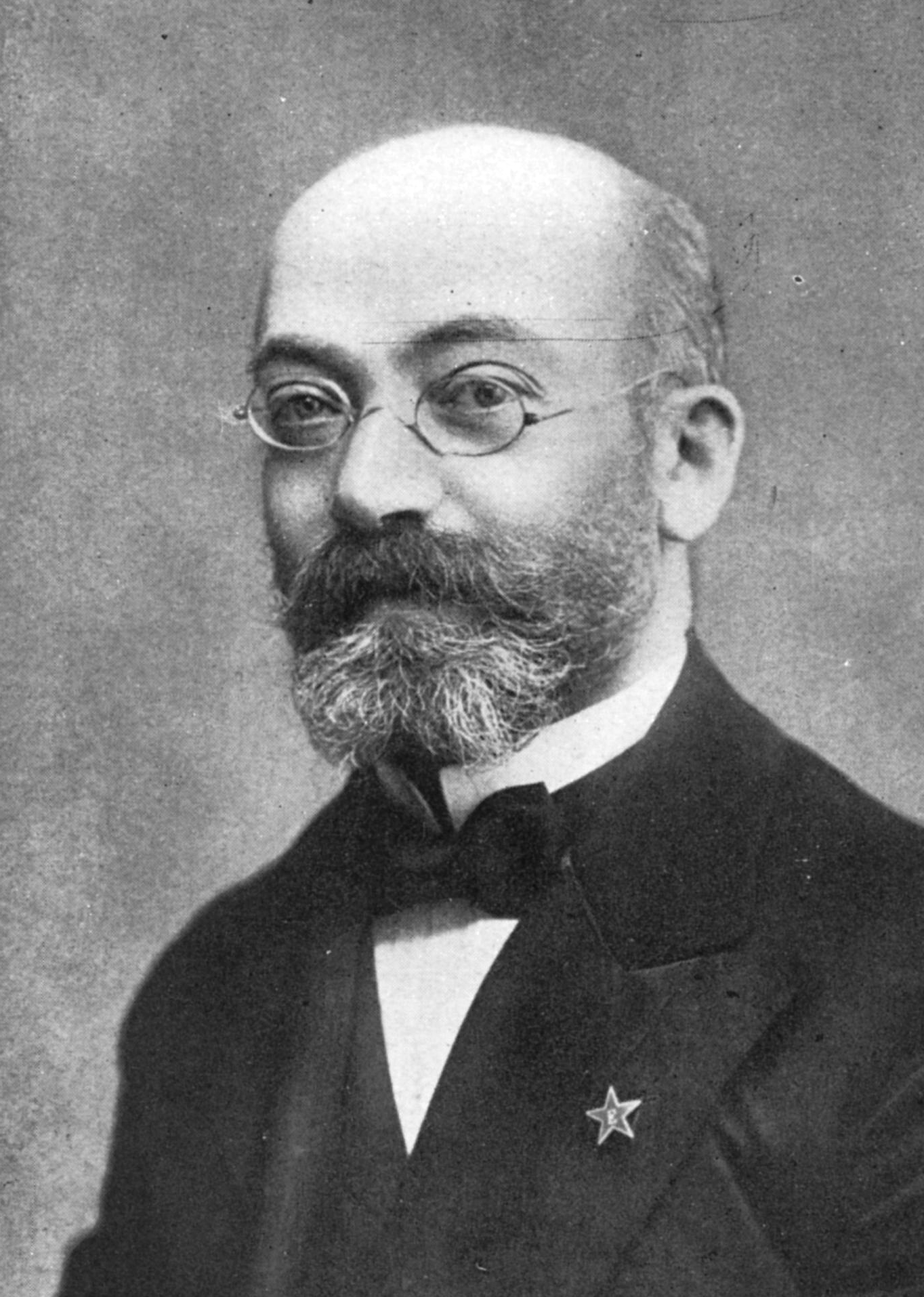
人工言語エスペラントの考案者、ルドヴィコ・ザメンホフ(1859-1917)没。

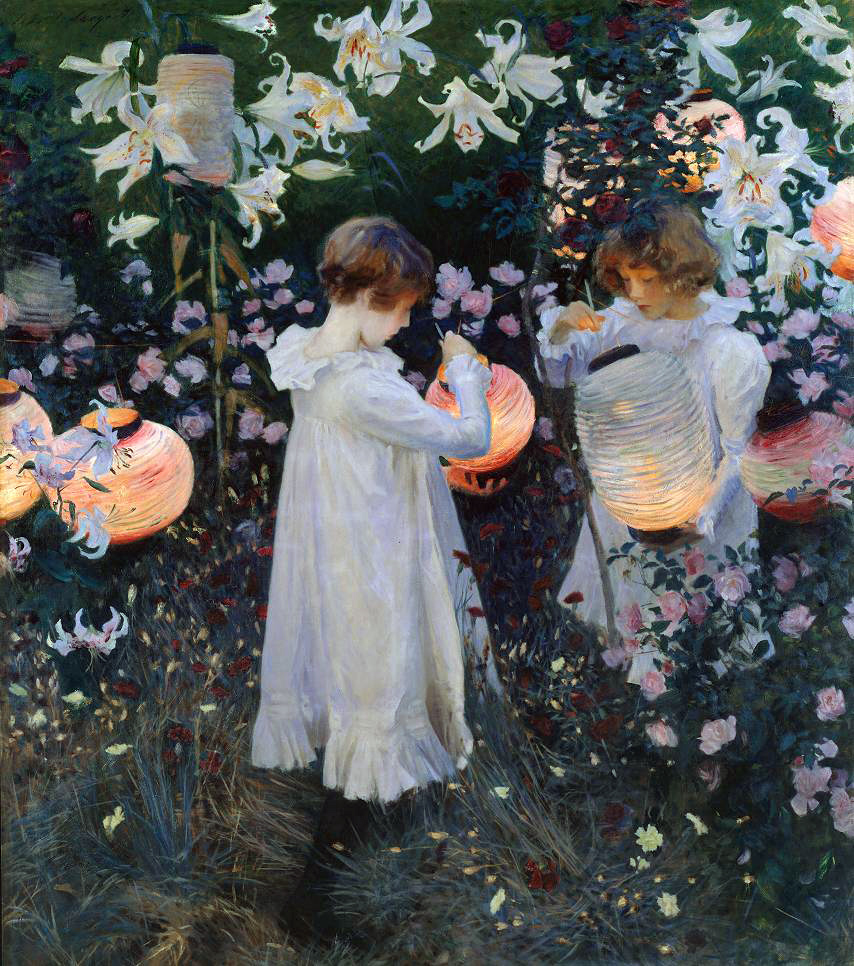
ジョン・シンガー・サージェント(1856-1925)没。画像は『カーネーション、リリー、リリー、ローズ』(1885-1887)

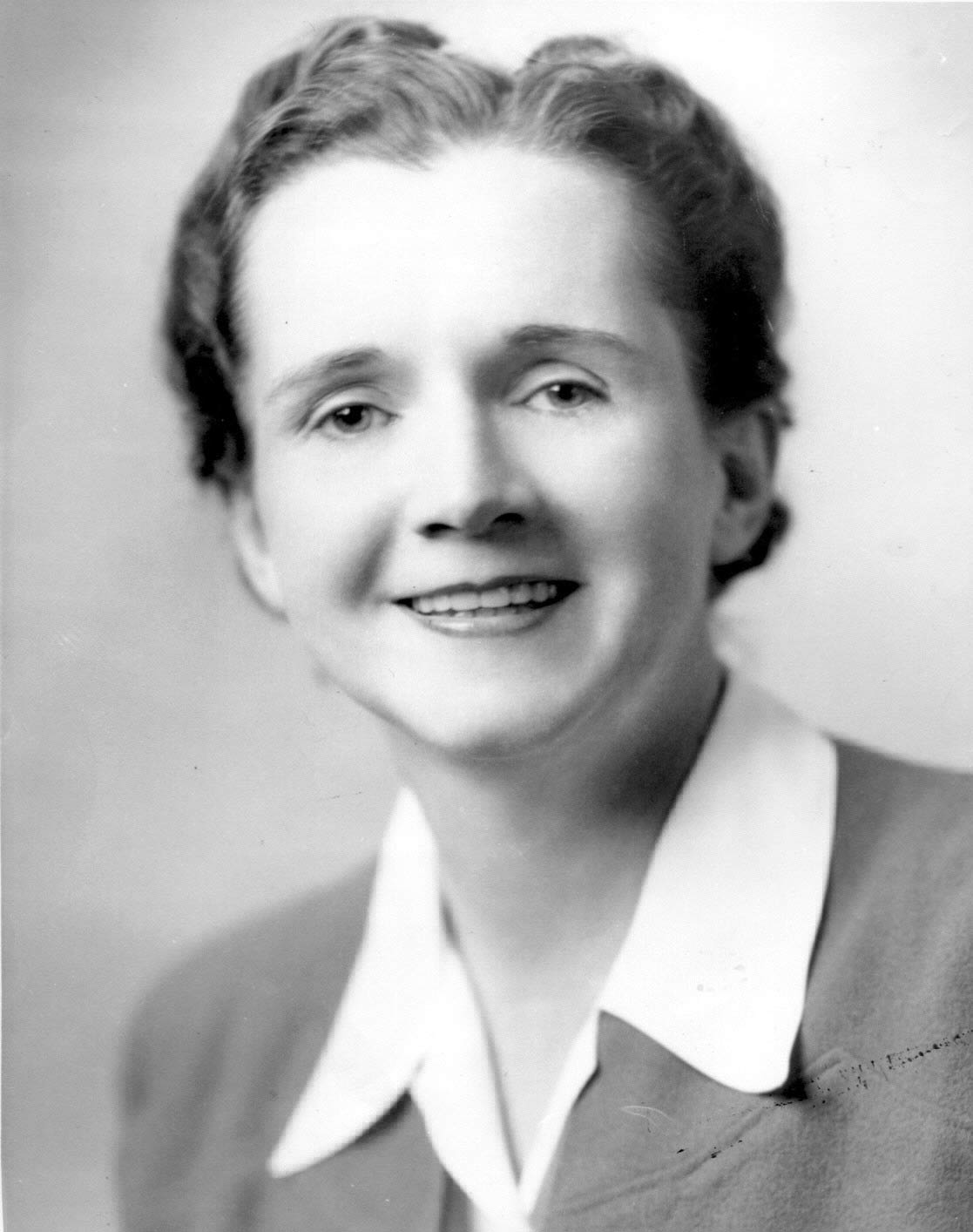
環境問題を告発した生物学者レイチェル・カーソン(1907-1964)没。代表作『沈黙の春』(1962)

- 923年（延喜23年3月21日） - 保明親王、平安時代の皇族（* 903年）
- 967年（康保4年3月2日） - 敦実親王、平安時代の皇族（* 893年）
- 1132年 - ムスチスラフ1世、キエフ大公（* 1076年）
- 1471年 - リチャード・ネヴィル、第16代ウォリック伯（* 1428年）
- 1471年 - ジョン・ネヴィル、初代モンターギュ侯（* 1431年）
- 1578年 - ジェームズ・ヘップバーン、スコットランド女王メアリーの王配（* 1535年）
- 1682年 - アヴァクーム、司祭（* 1620年または1621年）
- 1711年 - ルイ、フランス王ルイ14世の長男（* 1661年）
- 1759年 - ジョージ・フレデリック・ヘンデル、作曲家（* 1685年）
- 1764年（宝暦14年3月14日） - 池田宗政、第4代岡山藩主（* 1727年）
- 1765年（明和2年2月25日） - 徳川宗将、第7代紀州藩主（* 1720年）
- 1807年 - イェレミアス・リヒター、化学者（* 1762年）
- 1820年 - レヴィ・リンカーン、第4代アメリカ合衆国司法長官（* 1749年）
- 1823年（文政6年3月4日） - 立原翠軒、水戸藩士（* 1744年）
- 1843年 - ヨーゼフ・ランナー、作曲家、ヴァイオリニスト（* 1801年）
- 1859年 - ジョージ・ビブ、第17代アメリカ合衆国財務長官（* 1776年）
- 1859年 - イグナーツ・ベーゼンドルファー、ピアノメーカーベーゼンドルファー創業者（* 1796年）
- 1861年（文久元年3月5日） - 歌川国芳、浮世絵師（* 1798年）
- 1882年 - アンリ・ジファール、技術者（* 1825年）
- 1895年 - ジェームズ・デーナ、地質学者、鉱物学者（* 1813年）
- 1910年 - ミハイル・ヴルーベリ、画家（* 1856年）
- 1911年 - アディ・ジョス、元プロ野球選手（* 1880年）
- 1913年 - カール・ハーゲンベック、動物学者（* 1844年）
- 1917年 - ルドヴィコ・ザメンホフ、眼科医、エスペラント創案者（* 1859年）
- 1922年 - 2代目立花家千橘、音曲師（* 1873年）
- 1922年 - キャップ・アンソン、元プロ野球選手（* 1852年）
- 1924年 - ルイス・サリヴァン、建築家（* 1856年）
- 1925年 - カルロ・マランゴニ（英語版）、物理学者、マランゴニ対流発見者（* 1840年）
- 1925年 - 平田東助、第18代農商務大臣、第22代内務大臣、第6代内大臣（* 1849年）
- 1925年 - ジョン・シンガー・サージェント、画家（* 1856年）
- 1930年 - ウラジーミル・マヤコフスキー、詩人（* 1893年）
- 1935年 - エミー・ネーター、数学者（* 1882年）
- 1937年 - ネッド・ハンロン、元プロ野球選手（* 1857年）
- 1938年 - ギリス・グラフストローム、フィギュアスケート選手（* 1893年）
- 1939年 - ジョゼ・ジュリオ・デ・ソウザ・ピント、画家（* 1856年）
- 1943年 - ヤーコフ・ジュガシヴィリ、軍人（* 1908年）
- 1958年 - 佐藤市郎、軍人（* 1889年）
- 1958年 - ジェシー・ソーントン、牧師、宣教師（* 1875年）
- 1961年 - エミール・アンリオ、詩人・小説家（* 1889年）
- 1963年 - 野村胡堂、小説家（* 1882年）
- 1964年 - レイチェル・カーソン、海洋生物学者、作家（* 1907年）
- 1969年 - ロベルト・フィルポ、タンゴのピアニスト、作曲家、指揮者（* 1884年）
- 1972年 - 佐郷屋留雄、右翼活動家（* 1908年）
- 1975年 - フレドリック・マーチ、俳優（* 1897年）
- 1978年 - ジョー・ゴードン、元プロ野球選手（* 1915年）
- 1978年 - 児玉政介、内務官僚、政治家（* 1891年）
- 1978年 - フランク・レイモンド・リーヴィス（* 1895年）
- 1980年 - ジャンニ・ロダーリ、児童文学作家（* 1920年）
- 1981年 - クリスティアン・ダーントン、作曲家（* 1905年）
- 1981年 - イヴァン・ガラミアン、ヴァイオリニスト（* 1903年）
- 1984年 - アンダース・ハウゲン、スキージャンプ、ノルディック複合、クロスカントリースキー選手（* 1888年）
- 1984年 - 西脇昌治、哺乳類学者（* 1915年）
- 1986年 - シモーヌ・ド・ボーヴォワール、哲学者（* 1908年）
- 1992年 - ロニー・バックナム、レーシングドライバー（* 1936年）
- 1994年 - 利根山光人、画家（* 1921年）
- 1995年 - バール・アイヴス、歌手（* 1909年）
- 1996年 - 高鐵山孝之進、元大相撲力士（* 1942年）
- 1996年 - 綱淵謙錠、小説家、随筆家（* 1924年）
- 1999年 - 佐藤勇、騎手、調教師（* 1918年）
- 1997年 - ジャムビィン・バトムンフ、政治家（* 1926年）
- 2000年 - フィル・カッツ、プログラマ（* 1962年）
- 2001年 - 三波春夫、演歌歌手（* 1923年）
- 2001年 - 勅使河原宏、華道家、映画監督（* 1927年）
- 2001年 - 田久保英夫、小説家（* 1928年）
- 2002年 - マルク・エルムレル、指揮者（* 1932年）
- 2004年 - 桂喜丸、落語家（* 1956年）
- 2004年 - 牧港篤三、新聞記者、平和運動家、詩人（* 1912年）
- 2004年 - 吉村勲人、実業家、元帝国ホテル社長（* 1944年）
- 2006年 - 古川俊一、行政学者（* 1948年）
- 2006年 - 沢田允茂、哲学者（* 1916年）
- 2007年 - 柴山薫、漫画家（* 1964年）
- 2008年 - 森中千香良、元プロ野球選手（* 1939年）
- 2009年 - 上坂冬子、ノンフィクション作家（* 1930年）
- 2009年 - 土井定包、実業家、元大和証券社長・会長（* 1928年）
- 2009年 - モーリス・ドリュオン、歴史小説家、政治家（* 1918年）
- 2009年 - ドミトリー・クリュコフ、実業家（* 1960年）
- 2010年 - ジン・キニスキー、プロレスラー、第45代NWA世界ヘビー級選手権者（* 1928年）
- 2011年 - ウォルター・ブルーニング、スーパーセンテナリアン（* 1896年）
- 2011年 - ウィリアム・リプスコム、化学者（* 1919年）
- 2011年 - 白沢三郎、政治家（* 1941年）
- 2012年 - 荒木しげる、俳優（* 1949年）
- 2012年 - ピエルマリオ・モロジーニ、サッカー選手（* 1986年）
- 2013年 - 下条進一郎、官僚、政治家、第72代厚生大臣（* 1920年）
- 2013年 - 三國連太郎、俳優、映画監督（* 1923年）
- 2013年 - コリン・デイヴィス、指揮者（* 1927年）
- 2013年 - 式守伊之助、立行司（* 1936年）
- 2014年 - 松山義則、実業家、学校法人同志社総長（* 1923年）
- 2014年 - 緒方四十郎、銀行家、元日本銀行理事、元日本開発銀行副総裁（* 1927年）
- 2014年 - 内山英明、写真家（* 1949年）
- 2014年 - 橋本潤、ベーシスト（横道坊主、元ザ・ロッカーズ）（* 1959年）
- 2015年 - パーシー・スレッジ、歌手（* 1941年）
- 2015年 - 小島功、漫画家（* 1928年）
- 2015年 - 青木清高、陶芸家（* 1957年）
- 2016年 - 高橋淳[6]、実業家、元日本ペイント副社長（* 1929年）
- 2017年 - 坪田理基男、児童文学作家（* 1923年）
- 2017年 - 二葉由紀子、漫才師（* 1941年）
- 2018年 - 今充、医師、医学者、弘前大学名誉教授（* 1932年）
- 2018年 - ハル・グリア、バスケットボール選手（* 1936年）
- 2018年 - ジャン＝クロード・マルゴワール、指揮者（* 1940年）
- 2018年 - 馬場元子、元全日本プロレス社長、元全日本プロレスオーナー、ジャイアント馬場夫人（* 1940年）
- 2018年 - タニ、歌手（* 1997年）
- 2019年 - 高松秀明、歌人（* 1924年）
- 2019年 - ジーン・ウルフ、ファンタジー・SF作家、ネビュラ賞・ローカス賞受賞者（* 1931年）
- 2019年 - ビビ・アンデショーン、女優（* 1935年）
- 2019年 - ミリャナ・マルコヴィッチ、政治家、スロボダン・ミロシェヴィッチ夫人（* 1942年）
- 2020年 - 巴一作、医師、スーパーセンテナリアン（* 1909年）
- 2021年 - ユルドゥルム・アクブルト、政治家、第47代トルコ首相（* 1935年）
- 2021年 - バーナード・L・マドフ、相場師、詐欺師（* 1938年）
- 2021年 - 若松武史、俳優（* 1950年）
- 2022年 - 尾身幸次、官僚、政治家、沖縄及び北方対策担当大臣、財務大臣、科学技術政策担当大臣、経済企画庁長官（* 1932年）
- 2023年 - 波多野重雄、政治家、元東京都八王子市長（* 1926年）
- 2023年 - 丹波明、作曲家（* 1932年）
- 2023年 - アベル・ポッセ、小説家、外交官（* 1934年）
- 2023年 - 溝手顕正、政治家、元自由民主党参議院議員、国家公安委員会委員長、元防災担当大臣、元広島県三原市長（* 1942年）
- 2023年 - 高橋康夫、建築史・都市史研究者、京都大学名誉教授（* 1946年）
- 2023年 - シンシア・ジェリ・バイレ、陸上競技選手（* 2002年）
- 2024年 - 早崎博、銀行家、実業家、元住友信託銀行社長（* 1931年）
- 2024年 - 十文字一夫、教育者、学校法人十文字学園理事長（* 1936年）
- 2024年 - 中山徹、プロゴルファー（* 1946年）
- 2024年 - 大塚由美、漫画家、絵師（* 生年不詳）
- 2025年 - アブドラ・バダウィ、マレーシアの政治家（* 1939年）

## 記念日・年中行事

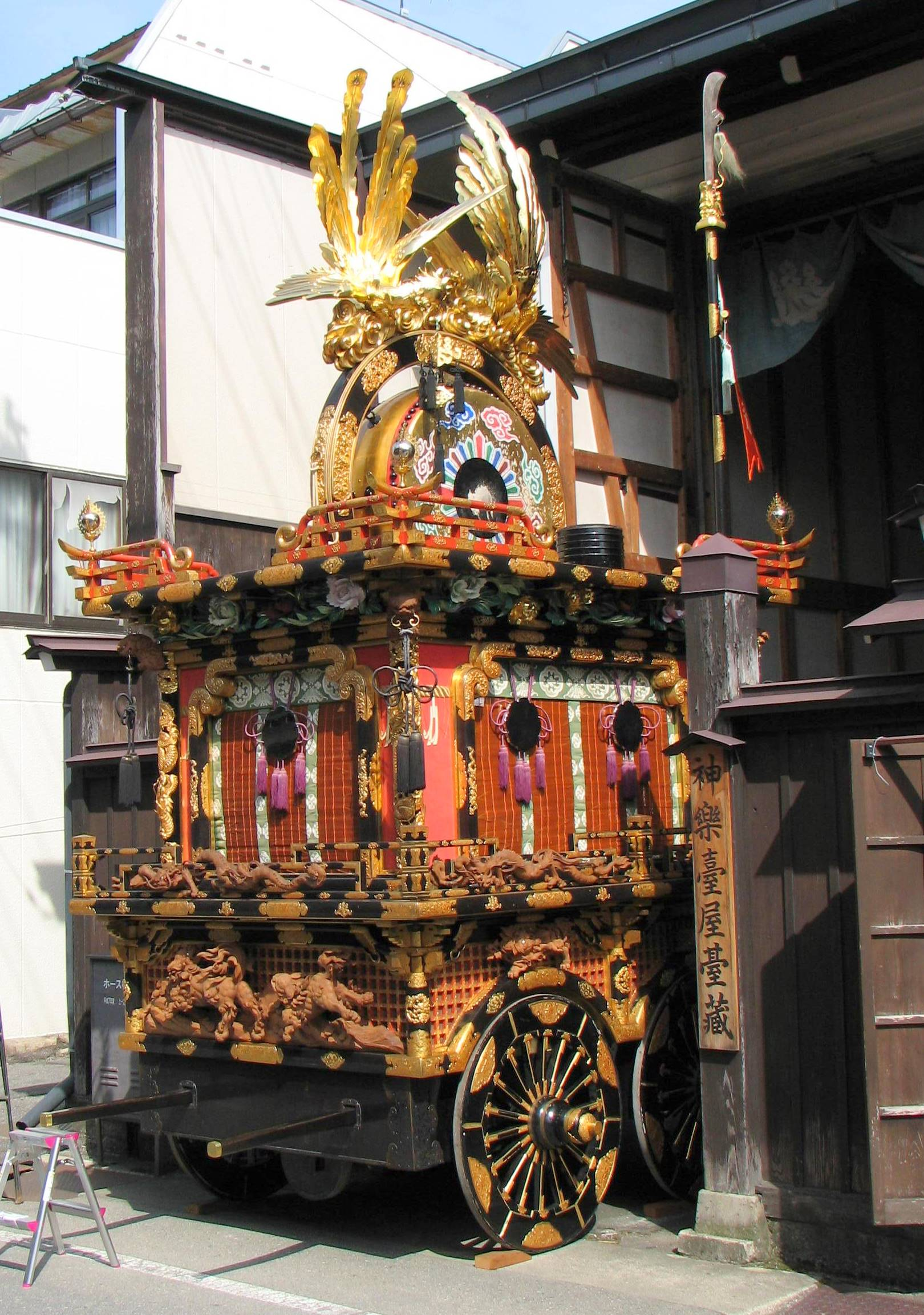
春の高山祭（14-15日）。画像は高山祭の屋台。

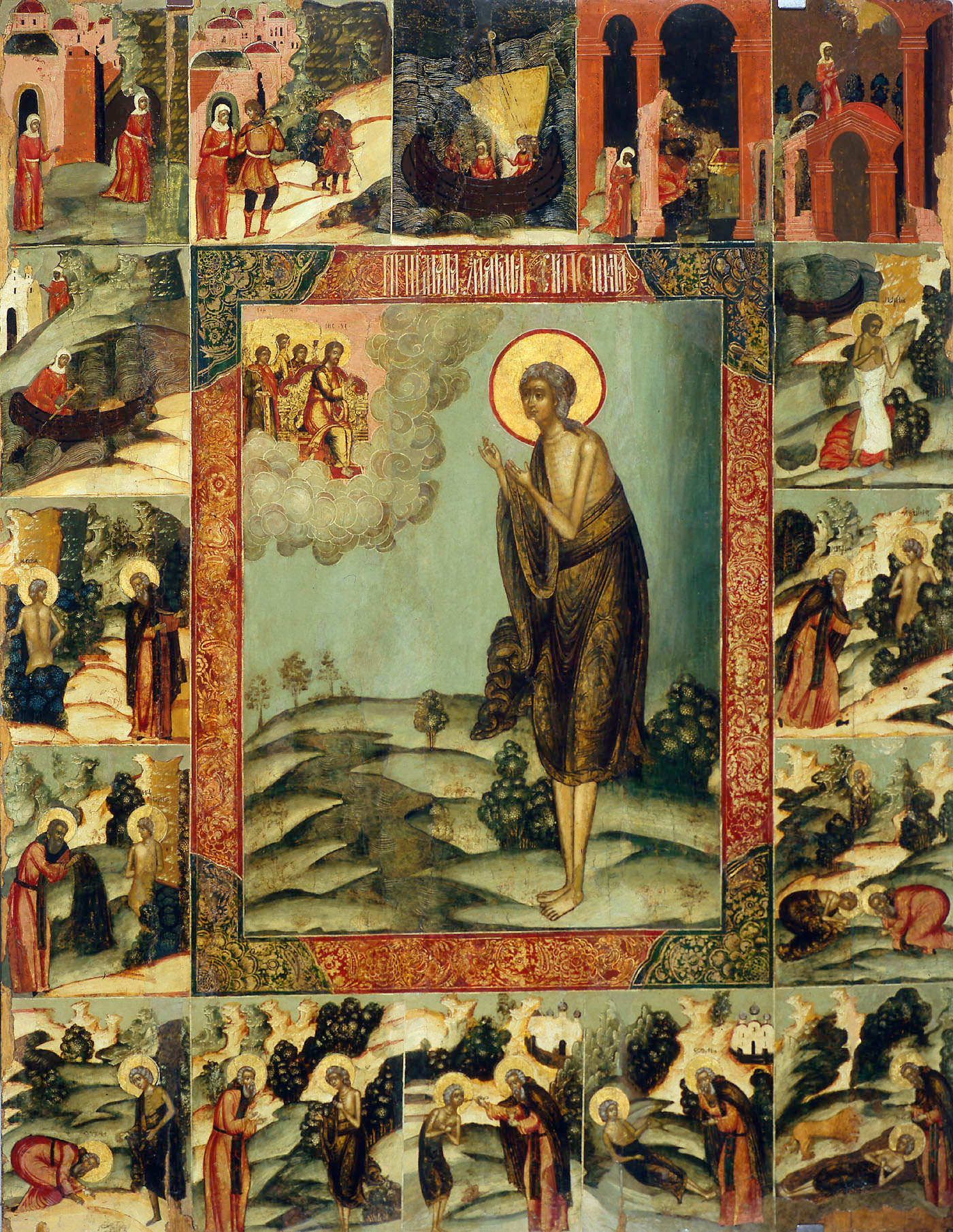
エジプトのマリアの記憶。画像は、17世紀にロシアで描かれたイコン。

- 東南アジア・南アジアの正月
東南アジア・南アジアの多くの国では4月14日を新年の始まりの日としている[7][8]。本来は太陽が白羊宮に入る日で、グレゴリオ暦上の日付は年により異なるが、現在は多くの国で4月14日に固定されている。
- オレンジデー（ 日本）
- パートナーデー（ 日本）
佐賀県佐賀市が1998年に制定。男女が共に参画する社会を目指す日。
- 椅子の日（ 日本）
大阪の家具販売会社「オフィスレット」が2006年に「4 1 4」（よい いす）の頃に合わせて制定。
- 柔道整復の日（ 日本）
1970年のこの日に柔道整復師法が公布されたことから、NPO法人・全国柔整鍼灸協会が制定。柔道整復を東洋医学に基づく医療として広く認識してもらうことが目的。
- ブラックデー（ 韓国）
バレンタインデー・ホワイトデーのどちらでも何ももらえず恋人ができなかった者同士が黒い服を着て集まり、チャジャン麺（麺に黒いあんをかけた料理）やコーヒーなど黒い物を飲食する日。
- 青年の日（ アンゴラ）
- 春の高山祭（ 日本・高山市）
岐阜県高山市で行われる日枝神社の例祭。日本三大美祭の一つに数えられる。
- エジプトの聖マリアの記憶（正教会）
正教会で第二の聖人とも言われるエジプトの聖マリアを記憶する。修正ユリウス暦使用教会では4月1日。カトリック教会では4月3日。
- SOSの日（タイタニック号の日）
1912年のこの日、豪華客船タイタニック号がニューファンドランド島沖で氷山に衝突。
この時に発せられたSOS信号が世界で初めてのSOS信号という誤った説が広まったことから（正しくは1909年6月10日スラボニア号が世界初）
- 聖衆来迎練供養会式（ 日本・當麻寺）
2019年以降の開催日。（元は中将姫命日の旧暦3月14日、明治時代からは5月14日に開催されていた。）
- ピロリ菌検査の日（ 日本）
日本プロバイオティクス学会が制定。日付は1982年にピロリ菌が発見された日から[9]。